# Arcidiocesi di Tirana e Durazzo

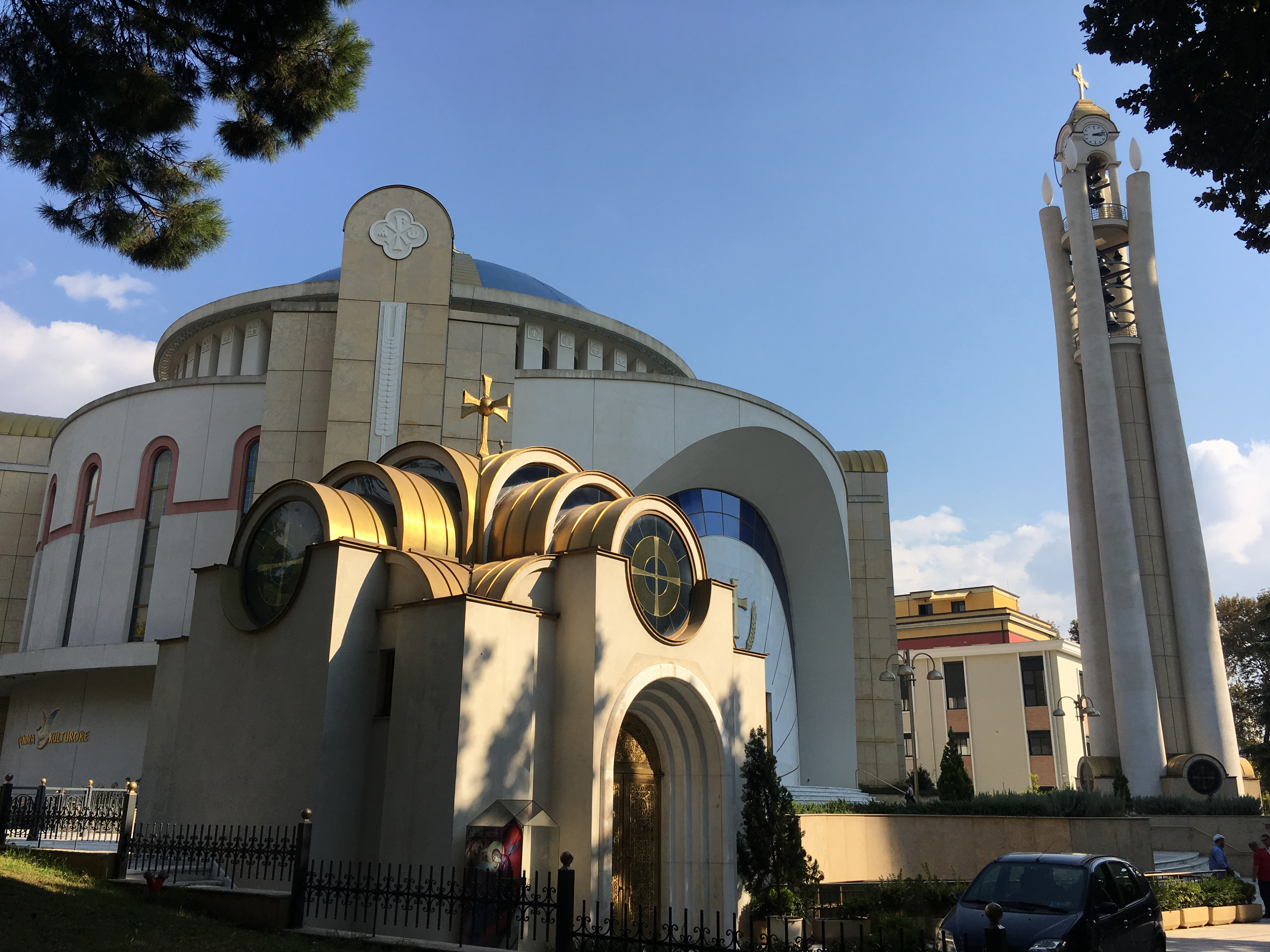
La cattedrale della Resurrezione di Cristo a Tirana.

La santa arcidiocesi di Tirana e Durazzo (in albanese: Kryepiskopata e Shenjtë e Tiranës, Durrësit) è la principale tra le sei circoscrizioni ecclesiastiche in cui è suddivisa la Chiesa ortodossa albanese.
Dal 29 marzo 2025 è retta da Giovanni, arcivescovo di Tirana, Durazzo e di tutta l'Albania; l'arcivescovo detiene anche il titolo di Primate della Chiesa ortodossa albanese nonché di esarca d'Illiria.

## Territorio

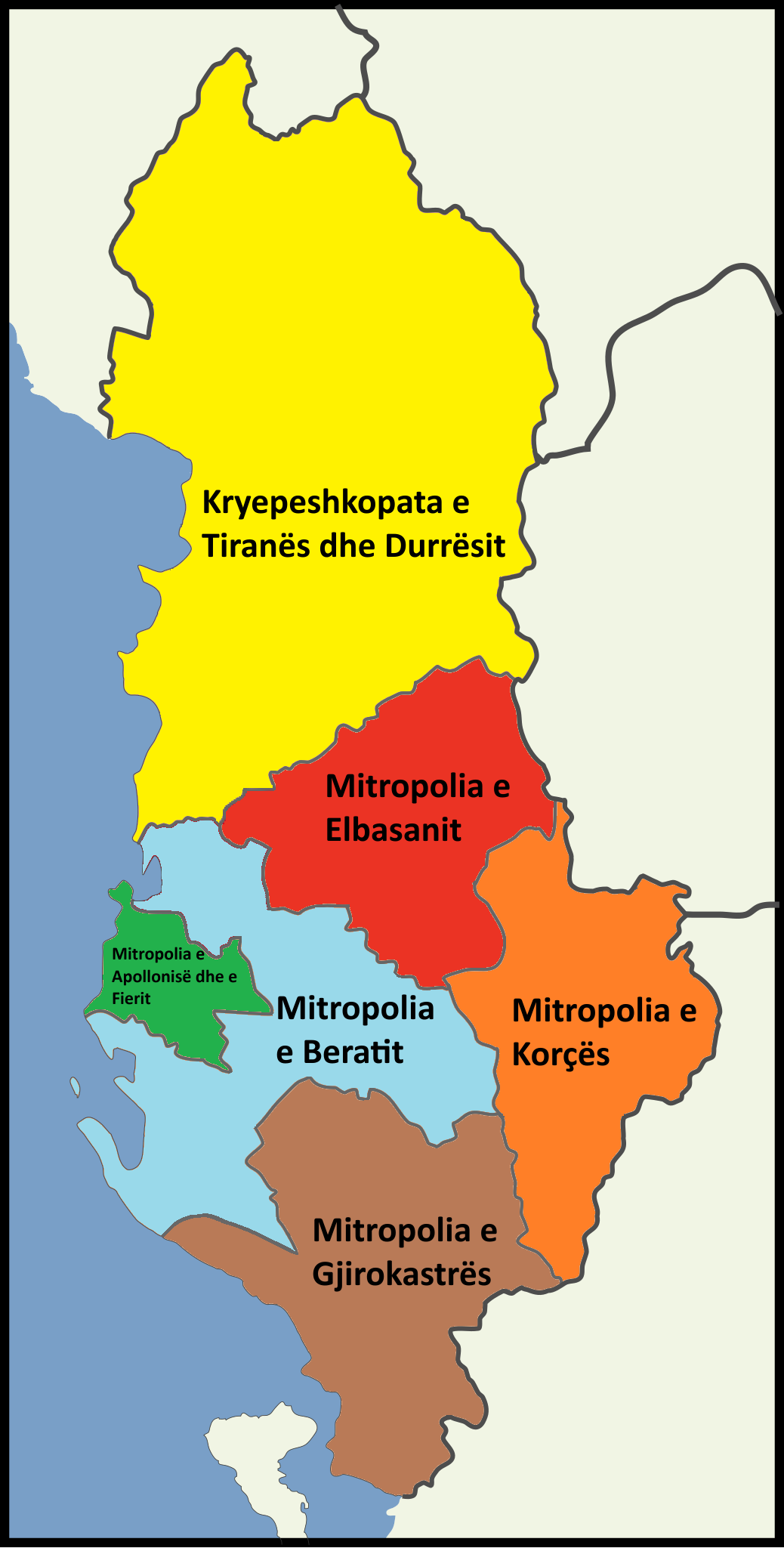
Mappa delle diocesi ortodosse albanesi; in giallo l'arcidiocesi di Tirana e Durazzo.

L'arcidiocesi comprende la porzione centro-settentrionale dell'Albania.
Sede arcivescovile è la città di Tirana, dove si trova la cattedrale della Resurrezione di Cristo.

## Storia
Durazzo fu sede di un'antica diocesi di rito bizantino, sottomessa al patriarcato ecumenico di Costantinopoli. Storicamente il suo primo vescovo attestato fu Eucario, presente al concilio di Efeso nel 431. Già a quel tempo Durazzo era sede metropolitana dell'Epiro Nuovo. Nella Notitia Episcopatuum attribuita all'imperatore Leone VI (inizio X secolo), a Durazzo sono assegnate quattro diocesi suffraganee: Stefaniaco, Cunavia, Croia e Elisso.
Nel corso del Novecento, l'arcidiocesi, separata ormai dal patriarcato di Costantinopoli, divenne la sede propria del primate della Chiesa ortodossa albanese, a cui fu riconosciuta dai patriarchi la piena autocefalia il 12 aprile 1937. Nel 1929 la sede arcivescovile fu trasferita nella capitale Tirana.
Il 7 aprile 2016 ha ceduto una porzione del suo territorio per l'erezione della metropolia di Elbasan.

## Cronotassi
- Bessarione † (20 febbraio 1929 - 26 maggio 1937, dimesso)
  - Sede vacante
- Cristoforo † (12 aprile 1937 - 25 agosto 1949, dimesso)
- Paisio † (25 agosto 1949 - 4 marzo 1966, deceduto)
- Damiano † (7 marzo 1966 - 18 ottobre 1973, deceduto)
  - Sede vacante
- Anastasio † (2 agosto 1992 - 25 gennaio 2025, deceduto)
- Giovanni, dal 29 marzo 2025